# Dagmar Schmidt (Politikerin, 1973)

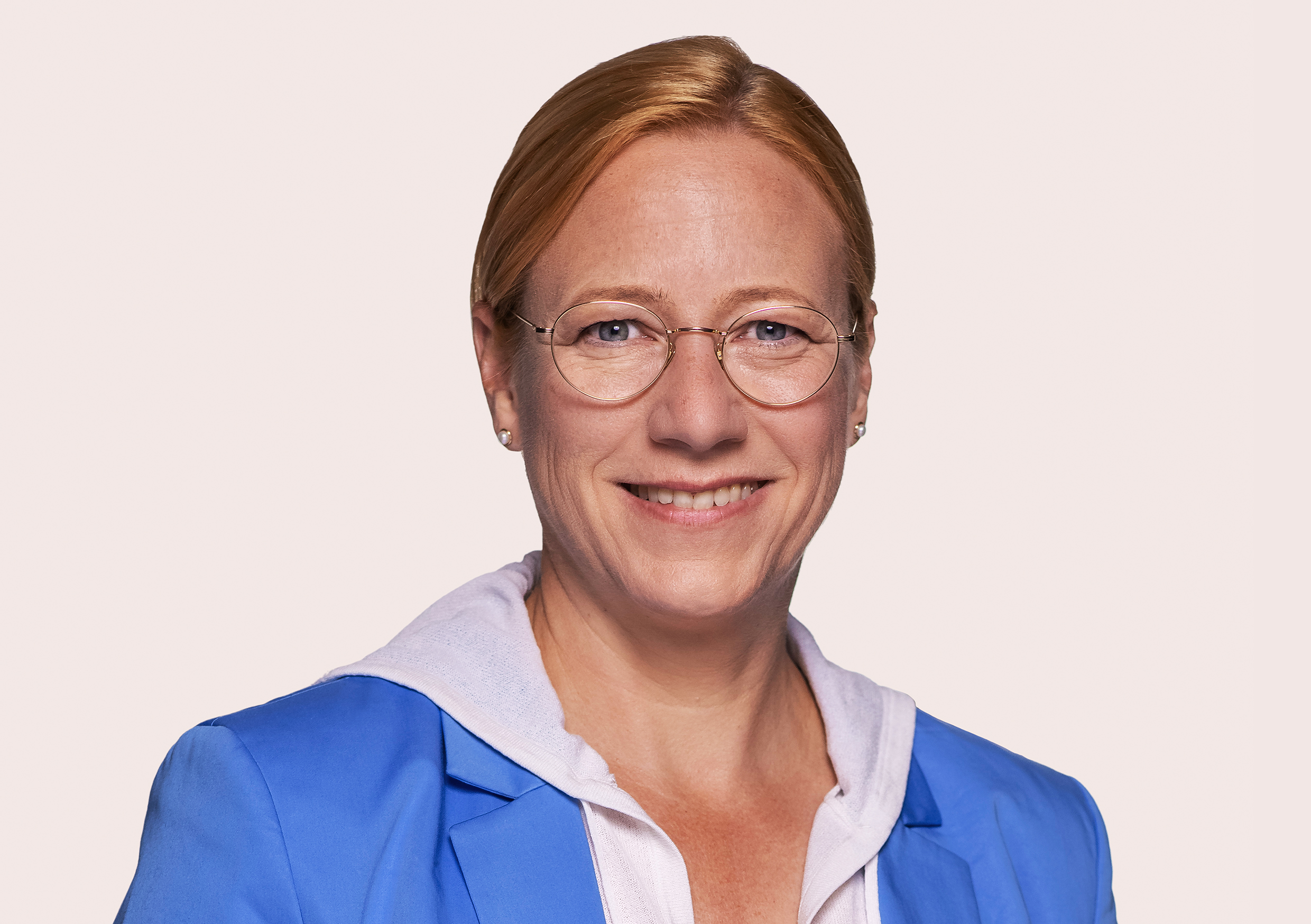
Dagmar Schmidt (2021)

Dagmar Schmidt (* 13. März 1973 in Gießen) ist eine deutsche Politikerin (SPD) und Historikerin. Sie ist seit 2013 Mitglied des Deutschen Bundestages und seit 2021 stellvertretende Fraktionsvorsitzende der SPD-Bundestagsfraktion.

## Leben
Die aus einer politischen Familie – die Eltern sind in der SPD, die Schwester engagiert sich bei der Linken – stammende Dagmar Schmidt wuchs im hessischen Pohlheim-Hausen auf. Als Schülerin nahm sie Unterricht in Klavier und drei weiteren Instrumenten. Nach ihrem Abitur an der Liebigschule Gießen studierte sie Geschichtswissenschaft an der Justus-Liebig-Universität Gießen.
Es folgten eine erste Zeit als Abgeordnetenmitarbeiterin und wissenschaftliche Referentin und danach die Anstellung als parlamentarische Referentin für Wirtschaft, Verkehr und Landesentwicklung für die SPD-Fraktion im Hessischen Landtag.
Sie hat einen Sohn und wohnt in Wetzlar-Dutenhofen.

## Politik
Dagmar Schmidt wurde im Alter von 16 Jahren Mitglied der SPD. Hier engagierte sie sich haupt- aber vor allem ehrenamtlich (Jusos, Hochschulpolitik und Arbeit auf den verschiedenen Ebenen der SPD). Als Mitglied des Ortsbeirats in ihrem damaligen Wohnort Gießen-Kleinlinden sowie dem Kreistag des Landkreises Gießen hat sie kommunalpolitische Erfahrung gesammelt und sich dort vor allem für soziale Fragen engagiert. So ist sie Mitglied im Bundesvorstand der Bundesvereinigung Lebenshilfe.
Im Jahr 2009 kandidierte sie das erste Mal für die SPD im Wahlkreis Lahn-Dill für den Bundestag.
Seit 2013 ist Schmidt Mitglied im Parteivorstand der SPD. Im Dezember 2023 wurde sie erneut in dieses Amt gewählt.
Bei der Bundestagswahl 2013 kandidierte sie im Wahlkreis Lahn-Dill sowie auf Platz 6 der hessischen Landesliste der SPD. Ihr gelang über die Landesliste der Einzug in den Bundestag, dem sie seit dem 22. September 2013 angehört. Bei der Bundestagswahl 2017 zog sie erneut über die Landesliste in den Bundestag ein. In der 19. Wahlperiode war sie ordentliches Mitglied im Ausschuss für Arbeit und Soziales sowie stellvertretendes Mitglied im Auswärtigen Ausschuss. Zudem ist sie Vorsitzende der Deutsch-Chinesischen Parlamentariergruppe. Bei der Bundestagswahl 2021 gewann Schmidt erstmals das Direktmandat im Wahlkreis Lahn-Dill. Am 9. Dezember 2021 wurde sie zu einer von acht stellvertretenden Vorsitzenden der SPD-Fraktion gewählt. Zudem ist sie ordentliches Mitglied des gemeinsamen Ausschusses von Bundestag und Bundesrat.
Seit dem 7. Mai 2025 ist sie stellvertretende Fraktionsvorsitzende für die Bereiche Arbeit und Soziales, Gesundheit, Bildung, Familie und Frauen.
Seit Oktober 2024 ist Schmidt eine von drei gleichberechtigten Sprechern der Parlamentarischen Linken.